# Mary Docter
Mary Angela Docter (ur. 11 lutego 1961 w Madison) – amerykańska łyżwiarka szybka.

## Kariera
Największy sukces w karierze Mary Docter osiągnęła w 1989 roku, kiedy zajęła czwarte miejsce podczas wielobojowych mistrzostw świata w Lake Placid. Walkę o brązowy medal przegrała tam z Yvonne van Gennip z Holandii. W poszczególnych biegach była tam szósta na 500 i 3000 m, siódma na 1500 m oraz trzecia na dystansie 5000 m. W tej samej konkurencji była też między innymi dziesiąta na rozgrywanych pięć lat wcześniej mistrzostwach świata w Deventer. Jej najlepszym wynikiem było tam trzecie miejsce w biegu na 3000 m. W 1980 roku wystartowała na igrzyskach olimpijskich w Lake Placid, zajmując dwunaste miejsce na 1500 m i szóste na dwukrotnie dłuższym dystansie. Szóste miejsce w biegu na 3000 m zajęła również na igrzyskach w Sarajewie w 1984 roku. Na rozgrywanych cztery lata później igrzyskach w Calgary jej najlepszym wynikiem było jedenaste miejsce na dystansie 5000 m. Brała również udział w igrzyskach olimpijskich w Albertville w 1992 roku, gdzie była piętnasta na 1500 i 3000 m oraz siedemnasta na 5000 m. Wielokrotnie startowała w zawodach Pucharu Świata, jednak nigdy nie stanęła na podium. Najlepsze wyniki osiągała w sezonie 1988/1989, kiedy była jedenasta w klasyfikacji końcowej 1500 m. W 1992 roku zakończyła karierę.
Jego siostra, Sarah Docter, również była panczenistką.